# Сокальське педагогічне училище

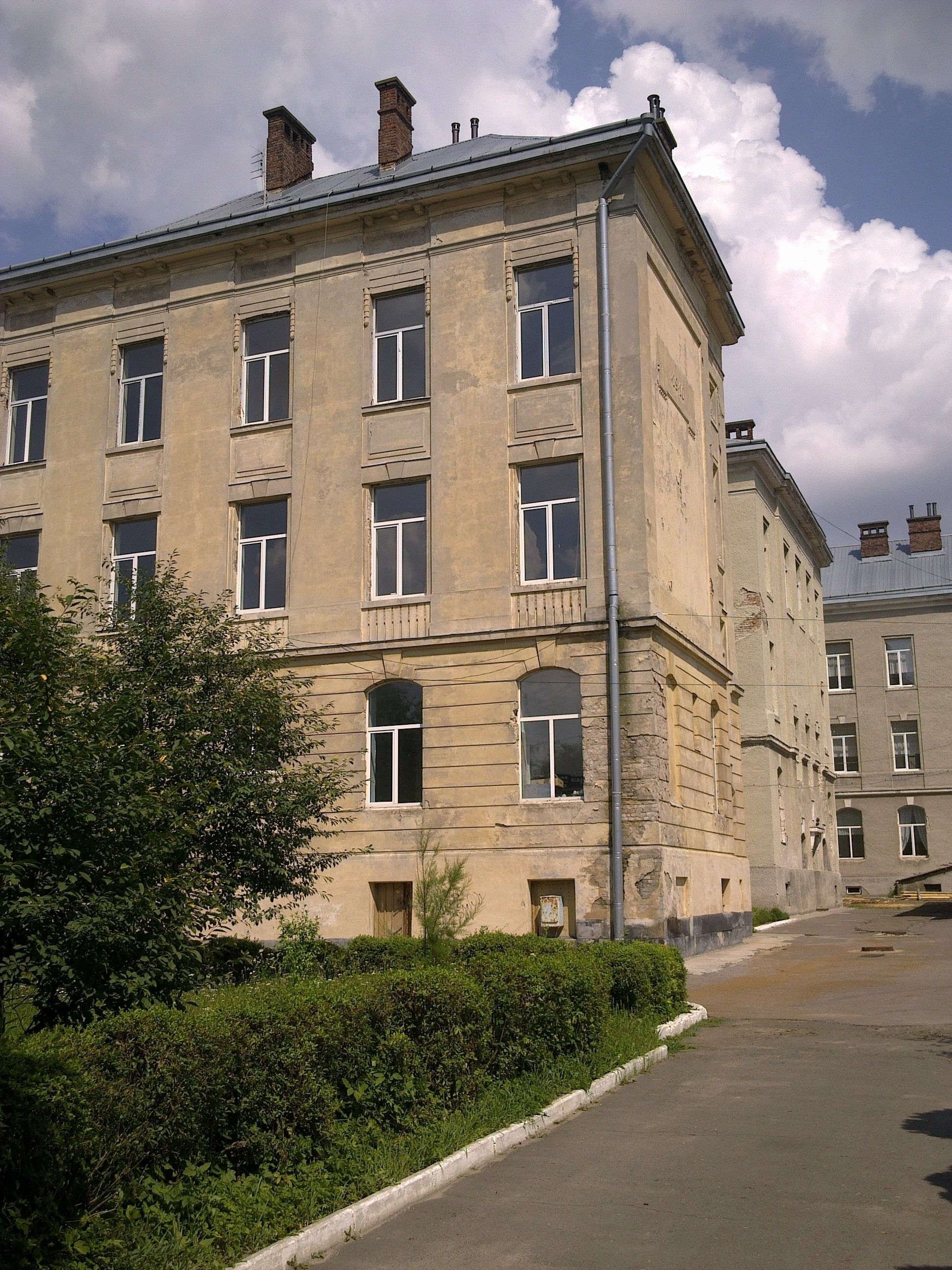
Будівля училища. Фото 2010 року

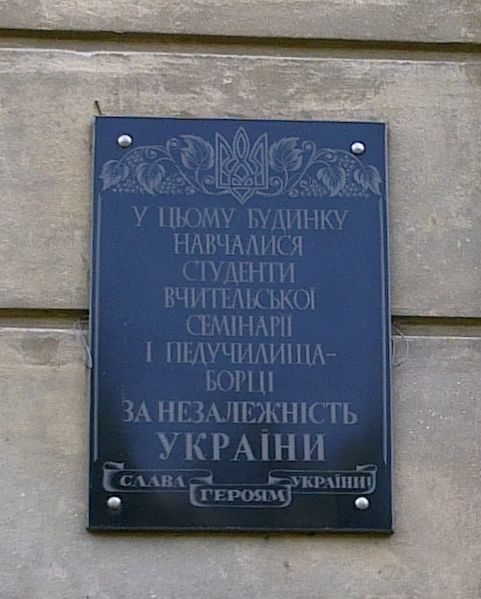
Пам'ятна дошка на будівлі училища

Сокальське педагогічне училище — педагогічний навчальний заклад у місті Сокаль, Львівської області, що діяв з 1944 по 1958.
За час роботи училища дипломи вчителів початкових класів, враховуючи випускників заочного відділу, отримали понад 1000 випускників.
До літа 1948 училище було трирічним, а з 1948/49 — чотирирічним, тому в 1949 випуску не було.
Училище розташовувалось у великій триповерховій будівлі, спеціально побудованій 1910 року для Сокальської вчительської семінарії. Зараз у цій будівлі розташований спальний корпус Сокальської загальноосвітньої санаторної школи-інтернату для дітей хворих на сколіоз.
Окремо був побудований спортивний зал.

## Історія

### Семінарія

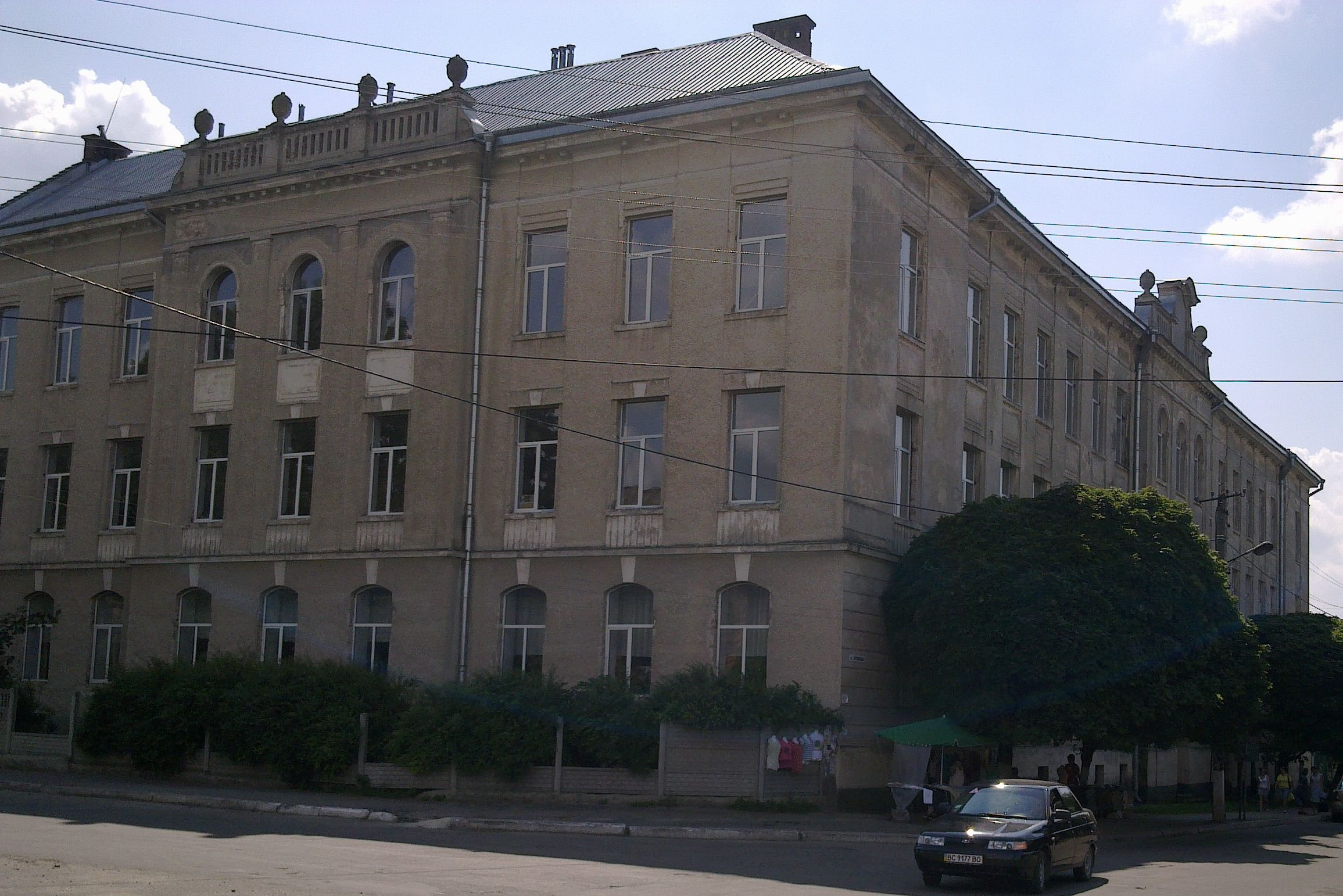
Будівля училища. Фото 2010 року

31 травня 1895 — зі згоди австрійської влади відкрито вчительську семінарію. Спочатку працювали лише тільки підготовчі курси. Заняття відбувалися в приміщенні початкової школи на Забужжі. Семінарія була двомовною (утраквістичною) — польсько-українською.
В 1896 семінарію перенесено до міста в приміщення школи вищого ступеня.
В 1910 семінарія перейшла у власний будинок, в якому зараз розташований спальний корпус Сокальської загальноосвітньої санаторної школи-інтернату для дітей хворих на сколіоз.
На час Першої світової війни навчання перервалося. 1 серпня 1914 року австрійське військо зайняло будинок семінарії. Згодом російське військо розташувало в будинку військовий шпиталь.
В листопаді 1918 після проголошення ЗУНР робота семінарії відновилася, однак більш-менш нормальна праця семінарії розпочалася в листопаді 1924. Викладання велося лише польською мовою.
Сокальщина протягом століть була форпостом українського духу. У 1928 році «ще перед утворенням ОУН… існував гурток націоналістичної молоді під проводом Теодозія Цьвікули, який розбудовував мережу юнацтва ОУН в учительській семінарії…» 

### Ліцей
Згідно з реформою в шкільництві в 1937 році на базі Сокальської вчительської семінарії було засновано Педагогічний ліцей.

### Педагогічна школа
Сокальська педшкола почала працювати 10 листопада 1939 в приміщенні Педагогічного ліцею.
Школа проіснувала до початку військових дій 22 червня 1941.

### Педагогічне училище
Почало свою роботу 1 вересня 1944 після вступу до Сокаля радянських військ і працювало до 1958 року. Сокальське педучилище, продовжувало традицію вчительських семінарій і педшколи було освітнім і культурним центром формавання національної інтелігенції, характерів провідників за українську справу. Заклад, маючи глибокі духовні корені, був вогнищем культури в Сокалі.
В 1945—1950 роках було репресовано (арешти, тортури, судові розправи з строками від 10 до 25 років, висилки на Сибір) десятки студентів.
Серед випускників 1945—1950 років нараховується 99 студентів, які пов'язали свою долю з ОУН-УПА. 27 з них загинуло від тортур у більшовицьких катівнях, всього загинуло 55 студентів педучилища. У педучилищі діяло підпілля УПА, зокрема групи Степана Микитюка, І. Гриневича та П. Сокола.

### Закриття педучилища
Закриття педучилища в 1958 було чисто політичним актом, оскільки в післявоєнні роки училище стало осередком відродження української національної ідеї.

Як пише Зиновій Стоницький: 
|  | Існування педучилища в Сокалі не входило в стратегічні плани радянського режиму, за яким передбачалося шляхом будівництва заводів, зокрема хімволокна, шахт, наїздом «незамінних» фахівців з РОсії перетворити наш край з люмпенізованим російським населенням на зразок Донбасу чи Криворіжжя. При відкритті Сокальського заводу хімволокна начальник С. Калашніков проголосив тост: «Я вам обещаю, что через 10 лет вы здесь не услышите украинского слова». |

## Викладачі
Протягом 1955/56 навчального року після закінчення Львівського музично-педагогічного училища ім. Філарета Колесси викладачем музики і співів у Сокальському педагогічному училищі працював Турчак Степан Васильович, який в пізніше став видатним диригентом, лауреатом Шевченківської премії, Народним артистом СРСР.

## Студенти
- Козярський Богдан Іванович (*1931, с. Горбків Сокальського р-ону Львівської обл.) — український вчитель, письменник, політик. Депутат Верховної Ради України (1990–1994).
- Кручкевич Богдан Володимирович (*1923 с. Боб'ятин Сокальського району) — член ОУН. У листопаді 1939 року вступив до Сокальської педшколи, де навчався до початку війни, тобто до 22 червня 1941 року, закінчив два курси. До ОУН вступив 1940 року в педшколі. Перебував у рої Степана Федоровича Микитюка. Однокурсники Богдана Кручкевича, члени ОУН-УПА:

1. Дмуховський Володимир — пропагандист у Кам'янці Струмиловій. Суджений, загинув у Сибіру.
2. Прудка Павло — загинув у боротьбі з енкаведистами.
3. Андрущак Петро — суджений, перебував у Гулагу до 1964 р.
4. Мусій Іванна — засуджена на 10 років, вирок відбувала у концтаборах Сибіру.
5. Дзік Володимир — з Лучиць, суджений, вирок відбував у концтаборах Сибіру.
6. Мрочковська Парасковія — зі с. Поздимира, суджена, вирок відбувала концтаборах Сибіру.

- Микитюк Степан Федорович (*1922, с. Боб'ятин Сокальського району Львівської області) — провідник рою ОУН. У листопаді 1939 року вступив до Сокальської педшколи, де навчався до початку війни, тобто до 22 червня 1941 року, закінчив два курси. У1947 після демобілізації з армії вступив на третій курс Сокальського педучилища, яке закінчив у 1948.
- Рисак Олександр Опанасович (*11 травня 1939 — 29 жовтня 2003) - український літературознавець, поет. Доктор філологічних наук, професор кафедри української літератури Волинського державного університету імені Лесі Українки, завідувач лабораторії лесезнавства. Випускник 1958.

## Адреса училища
Училище розташовувалось по вулиці Тартаківській, 10. За радянської влади вулиця носила назву Кісільова.